# Chorągiew Hetmańska Iwana Mazepy
Chorągiew Hetmańska Iwana Mazepy – sztandar symbolizujący najwyższą kozacką władzę na Ukrainie.
Chorągiew wykonano dla ukraińskiego hetmana Iwana Samojłowicza w Moskwie na Kremlu w latach 1686–1688. Po odsunięciu go od władzy chorągiew przekazano hetmanowi Iwanowi Mazepie, który posługiwał się nią do 1709 roku, tj. do przegranej bitwy pod Połtawą. Następnie chorągiew przeszła w ręce kolejnego hetmana, Iwana Skoropadskiego. Kolejnym właścicielem chorągwi był Daniel Apostoł, który w 1732 roku przekazał ten sztandar do archiwum zbrojowni na Kremlu.
Pierwotna powierzchnia chorągwi wynosiła 6m2 i była wykonana z białych i żółtych jedwabnych adamaszków obustronnie malowanych i złoconych. Pośrodku znajduje się wizerunek dwugłowego orła z berłem i jabłkiem w szponach oraz herbem na piersiach ukazującym jeźdźca walczącego ze smokiem. Obok orła – trzy kartusze z tekstami. W górnej część kartusz z tekstem i półpostacią Chrystusa. Zgodnie z ówczesną praktyką tekst na sztandarze zawiera rozkaz jego przekazania i fragmenty Biblii i innych utworów religijnych.
Chorągiew jest przechowywana w Muzeum Historycznym w Charkowie. Od września 2007 do września 2008 konserwatorzy Muzeum Narodowego w Krakowie podjęli się konserwacji, co było zadaniem trudnym z racji na jej poważne zniszczenia. Ze względu na rozległe zniszczenia założono zachowawczy charakter konserwacji, tj. bez uzupełniania ubytków. Przed przekazaniem stronie ukraińskiej w dn. 10-14 września 2008 roku chorągiew była udostępniona publiczności na wystawie w Głównym Gmachu Muzeum Narodowego w Krakowie. Sztandar został przygotowany do wystawy kijowskiej: "Ukraina-Szwecja: na skrzyżowaniu historii (XVII-XVIII wiek)".

Chorągiew Hetmańska Iwana Mazepy jest jedną z trzech zachowanych na świecie kozackich chorągwi hetmańskich (dwie pozostałe znajdują się w Moskwie i Sztokholmie).

## Galeria

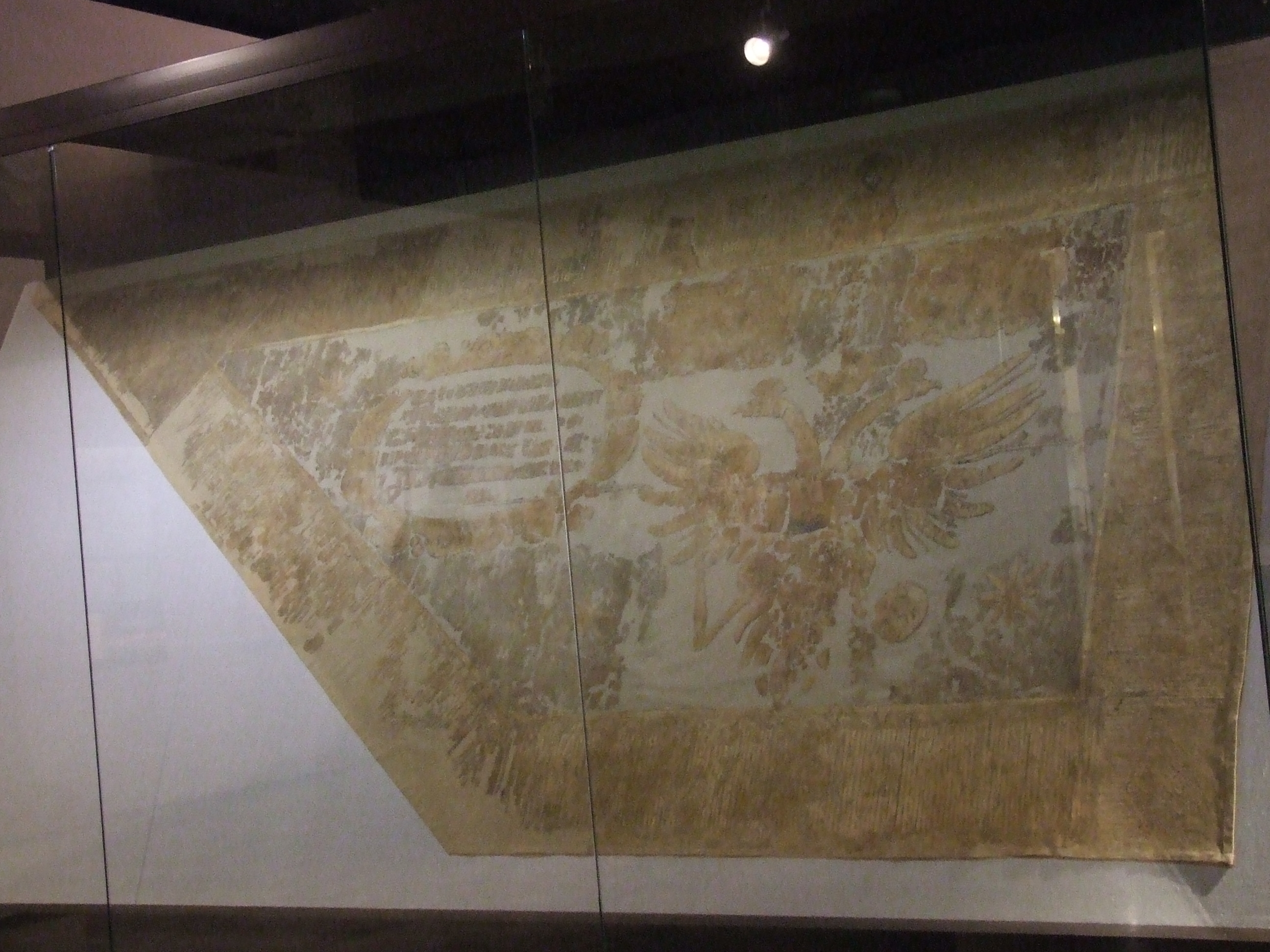
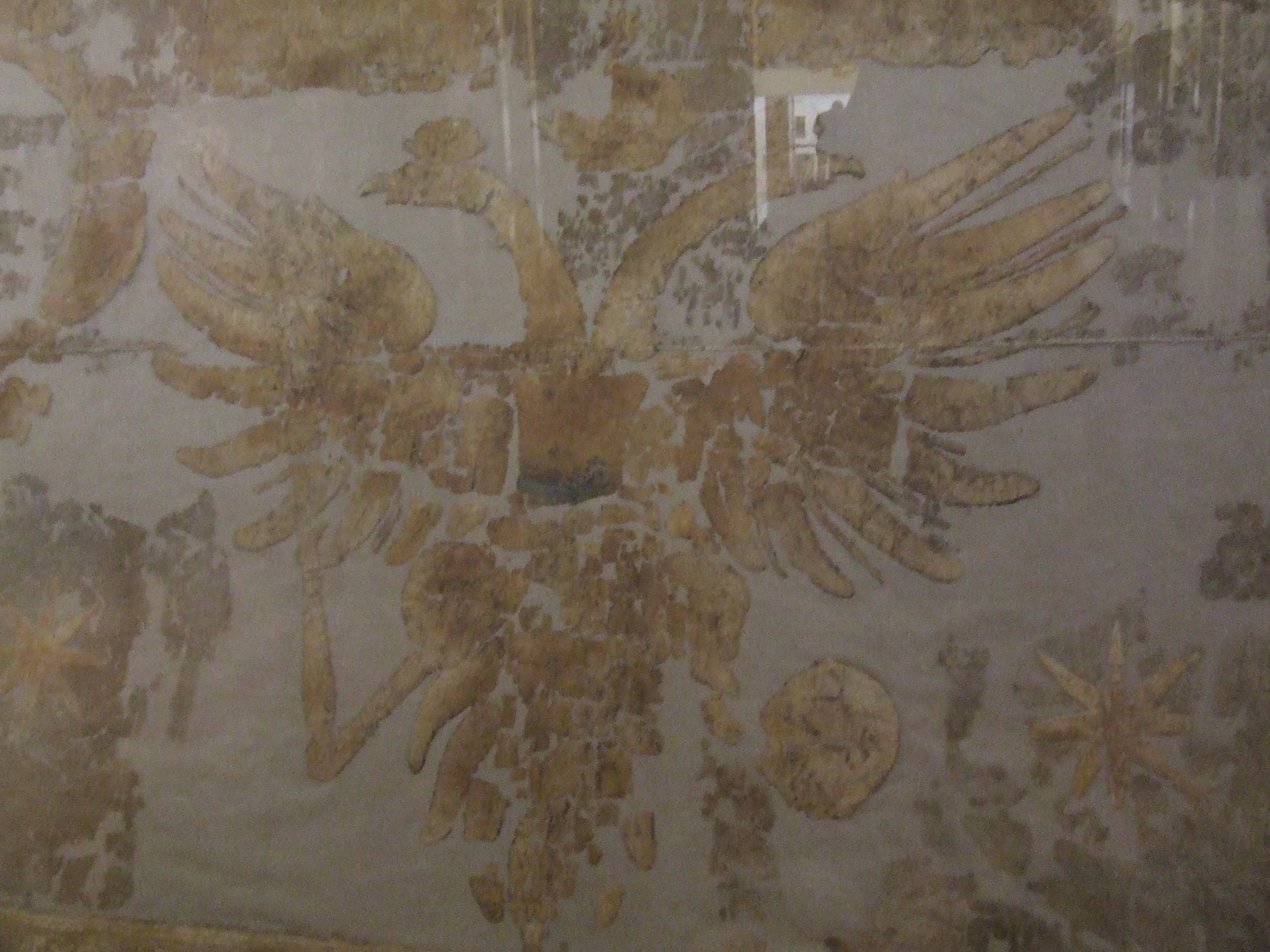